# Међукоморска преграда сигмоидног облика
Међукоморска преграда сигмоидног облика (МПСО) сматра се анатомском варијантом која срчаној међукоморској прегради (СМП)  даје сигмоидну или S контуру. Јавља се чешће код старијих пацијената. 
Како МПСО може изазвати клинички значајне хемодинамске поремећаје који се повезују са синкопом и благом вентрикуларном опструкцијом.

## Епидемиологија
Показало се да се се МПСО неког степена јавља у 24 од 44 наизглед нормална срца одраслих. Инциденција МПСО се повећава са годинама.
Како класично, срца са МПСО нису хипертрофирана, претпоставља се да се стање развија као резултат физиолошког смањења минутног волумена до којег долази код старијих људи. Ово смањење срчаног излаза доводи, заузврат, до "смањивања" шупљине леве срчане коморе.
МПСО вероватно не доводи до опструкције излазног тракта леве срчане коморе, али, због блиског односа са митралном валвулом, комора може постати опструктивна када се митрална валвула замени вештачким кугластим вентилом.